# Envronville
Envronville és un municipi francès situat al departament del Sena Marítim i a la regió de Normandia. L'any 2007 tenia 323 habitants.

## Demografia

### Població
El 2007 la població de fet d'Envronville era de 323 persones. Hi havia 124 famílies de les quals 32 eren unipersonals (16 homes vivint sols i 16 dones vivint soles), 32 parelles sense fills, 56 parelles amb fills i 4 famílies monoparentals amb fills.
La població ha evolucionat segons el següent gràfic:
Habitants censats

### Habitatges
El 2007 hi havia 142 habitatges, 123 eren l'habitatge principal de la família, 10 eren segones residències i 9 estaven desocupats. 137 eren cases i 3 eren apartaments. Dels 123 habitatges principals, 91 estaven ocupats pels seus propietaris, 29 estaven llogats i ocupats pels llogaters i 2 estaven cedits a títol gratuït; 2 tenien una cambra, 7 en tenien dues, 22 en tenien tres, 31 en tenien quatre i 60 en tenien cinc o més. 100 habitatges disposaven pel capbaix d'una plaça de pàrquing. A 45 habitatges hi havia un automòbil i a 65 n'hi havia dos o més.

### Piràmide de població
La piràmide de població per edats i sexe el 2009 era:
| Homes | Edats   | Dones |
| ----- | ------- | ----- |
| 0     | 95 o +  | 0     |
| 0     | 90 a 94 | 0     |
| 0     | 85 a 89 | 4     |
| 0     | 80 a 84 | 0     |
| 8     | 75 a 79 | 8     |
| 0     | 70 a 74 | 0     |
| 8     | 65 a 69 | 12    |
| 4     | 60 a 64 | 8     |
| 4     | 55 a 59 | 0     |
| 20    | 50 a 54 | 8     |
| 12    | 45 a 49 | 16    |
| 20    | 40 a 44 | 16    |
| 20    | 35 a 39 | 12    |
| 12    | 30 a 34 | 8     |
| 4     | 25 a 29 | 4     |
| 8     | 20 a 24 | 8     |
| 24    | 15 a 19 | 4     |
| 12    | 10 a 14 | 24    |
| 12    | 5 a 9   | 24    |
| 24    | 0 a 4   | 4     |

## Economia
El 2007 la població en edat de treballar era de 225 persones, 157 eren actives i 68 eren inactives. De les 157 persones actives 146 estaven ocupades (84 homes i 62 dones) i 11 estaven aturades (4 homes i 7 dones). De les 68 persones inactives 14 estaven jubilades, 33 estaven estudiant i 21 estaven classificades com a «altres inactius».

### Ingressos
El 2009 a Envronville hi havia 124 unitats fiscals que integraven 335 persones, la mediana anual d'ingressos fiscals per persona era de 16.544 €.

### Activitats econòmiques
Dels 5 establiments que hi havia el 2007, 2 eren d'empreses extractives, 1 d'una empresa de comerç i reparació d'automòbils, 1 d'una empresa de serveis i 1 d'una entitat de l'administració pública.
L'únic establiment comercial que hi havia el 2009 era una botiga de menys de 120 m².
L'any 2000 a Envronville hi havia 3 explotacions agrícoles que ocupaven un total de 276 hectàrees.

## Equipaments sanitaris i escolars
El 2009 hi havia una escola elemental integrada dins d'un grup escolar amb les comunes properes formant una escola dispersa.

## Poblacions més properes
El següent diagrama mostra les poblacions més properes.